# Kazjaryna Dsehalewitsch
Kazjaryna Michajlauna Dsehalewitsch (belarussisch Кацярына Міхайлаўна Дзегалевіч, englisch Ekaterina Dzehalevich; * 3. Mai 1986 in Minsk, Sowjetunion) ist eine ehemalige belarussische Tennisspielerin.

## Karriere
Dsehalewitsch gewann ihren einzigen WTA-Titel im Oktober 2007 in der Doppelkonkurrenz der Tashkent Open. Sie und ihre Landsfrau Nastassja Jakimawa besiegten dort im Endspiel die Paarung Tazzjana Putschak/Anastassija Rodionowa mit 2:6, 6:4 und [10:7].
Bei ITF-Turnieren gewann sie außerdem vier Einzel- und 13 Doppeltitel.
Zwischen 2005 und 2010 spielte sie 14 Partien für die belarussische Fed-Cup-Mannschaft, von denen sie acht gewinnen konnte.
Zum letzten Mal auf der Damentour angetreten ist sie im Februar 2015 bei einem ITF-Turnier in Sankt Petersburg.

## Turniersiege

### Einzel
| Nr. | Datum         | Turnier   | Kategorie   | Belag     | Finalgegnerin      | Ergebnis       |
| --- | ------------- | --------- | ----------- | --------- | ------------------ | -------------- |
| 1   | 5. April 2004 | Patras    | ITF $10.000 | Hartplatz | Martina Müller     | 6:4, 6:4       |
| 2   | 30. Mai 2004  | Olecko    | ITF $10.000 | Sand      | Olga Brózda        | 4:6, 7:5, 6:4  |
| 3   | 15. März 2008 | Neu-Delhi | ITF $50.000 | Hartplatz | Yanina Wickmayer   | 2:6, 6:3, 6:2  |
| 4   | 6. Juli 2008  | Toruń     | ITF $25.000 | Sand      | Dominika Nociarová | 6:3, 2:6, 7:62 |

### Doppel
| Nr. | Datum           | Turnier             | Kategorie     | Belag             | Partnerin               | Finalgegnerinnen                        | Ergebnis         |
| --- | --------------- | ------------------- | ------------- | ----------------- | ----------------------- | --------------------------------------- | ---------------- |
| 1.  | Mai 2003        | Olecko              | ITF $10.000   | Sand              | Michelle Summerside     | Alicja Rosolska Monika Schneider        | 6:2, 1:6, 6:4    |
| 2.  | September 2005  | Tiflis              | ITF $25.000   | Sand              | Tazzjana Kapschaj       | Karolina Kosińska Tatsiana Uvarova      | 6:0, 7:5         |
| 3.  | November 2005   | Minsk               | ITF $25.000   | Teppich (Halle)   | Darja Kustawa           | Agnieszka Radwańska Urszula Radwańska   | 6:3, 6:3         |
| 4.  | Juli 2006       | Toruń               | ITF $25.000   | Sand              | Andreja Klepač          | Edina Gallovits-Hall Lenka Tvarošková   | 7:65, 6:4        |
| 5.  | April 2007      | Civitavecchia       | ITF $25.000   | Sand              | Marija Korytzewa        | Darja Kustawa Jekaterina Makarowa       | 7:66, 5:7, 6:1   |
| 6.  | Juli 2007       | Stuttgart-Vaihingen | ITF $25.000   | Sand              | Yanina Wickmayer        | Darija Jurak Carmen Klaschka            | 6:3, 6:2         |
| 7.  | Juli 2007       | Darmstadt           | ITF $25.000   | Sand              | Monica Niculescu        | Hilary Barte Tatjana Priachin           | 6:4, 7:5         |
| 8   | 7. Oktober 2007 | Taschkent           | WTA Tier IV   | Hartplatz         | Nastassja Jakimawa      | Tazzjana Putschak Anastassija Rodionowa | 2:6, 6:4, [10:7] |
| 9.  | November 2008   | Nantes              | ITF $50.000+H | Hartplatz (Halle) | Juliana Fedak           | Darija Jurak Maša Zec Peškirič          | 6:3, 6:4         |
| 10. | März 2009       | Moskau              | ITF $25.000   | Hartplatz (Halle) | Witalija Djatschenko    | Ljudmyla Kitschenok Nadija Kitschenok   | 6:1, 6:1         |
| 11. | Mai 2010        | Caserta             | ITF $25.000   | Sand              | Irena Pavlovic          | Nicole Clerico Rebecca Marino           | 6:3, 6:3         |
| 12. | August 2010     | Kasan               | ITF $50.000   | Hartplatz         | Lessja Zurenko          | Albina Xabibulina Xenija Palkina        | 6:2, 6:3         |
| 13. | November 2012   | Minsk               | ITF $25.000   | Hartplatz (Halle) | Aljaksandra Sasnowitsch | Ljudmyla Kitschenok Nadija Kitschenok   | 1:6, 6:2, [10:3] |
| 14. | Dezember 2012   | Sankt Petersburg    | ITF $10.000   | Teppich (Halle)   | Alexandra Artamonova    | Yuliya Kalabina Anastasija Wassyljewa   | 6:0, 6:2         |

## Abschneiden bei Grand-Slam-Turnieren

### Einzel
| Turnier         | 2005 | 2006 | 2007 | 2008 | 2009 | 2010 | 2011 | 2012 | Karriere |
| --------------- | ---- | ---- | ---- | ---- | ---- | ---- | ---- | ---- | -------- |
| Australian Open | —    | —    | —    | Q1   | Q1   | Q2   | —    | —    | —        |
| French Open     | —    | —    | —    | Q2   | Q1   | Q1   | —    | —    | —        |
| Wimbledon       | —    | —    | Q2   | Q3   | Q1   | Q2   | —    | —    | —        |
| US Open         | Q1   | —    | Q1   | Q3   | Q1   | Q1   | —    | Q1   | —        |

Zeichenerklärung: S = Turniersieg; F, HF, VF, AF = Einzug ins Finale / Halbfinale / Viertelfinale / Achtelfinale; 1, 2, 3 = Ausscheiden in der 1. / 2. / 3. Hauptrunde; Q1, Q2, Q3 = Ausscheiden in der 1. / 2. / 3. Runde der Qualifikation; n. a. = nicht ausgetragen

### Doppel
| Turnier         | 2008 | 2009 | 2010 | Karriere |
| --------------- | ---- | ---- | ---- | -------- |
| Australian Open | —    | 1    | —    | 1        |
| French Open     | 1    | 2    | 1    | 2        |
| Wimbledon       | 2    | 2    | 1    | 2        |
| US Open         | 2    | 1    | 1    | 2        |